# Ataenius koelleri
Ataenius koelleri är en skalbaggsart som beskrevs av Vladimir Balthasar 1963. Ataenius koelleri ingår i släktet Ataenius och familjen Aphodiidae. Inga underarter finns listade.